# 時代は変る
『時代は変る』（英: The Times They Are a-Changin）は、1964年にリリースされたボブ・ディラン3作目のスタジオ・アルバム。
ビルボード・トップ LP's チャートで最高20位、全英アルバム・チャートで4位を記録した。RIAAによりゴールド・ディスクに認定されている。

## 解説
半数以上がプロテスト・ソングで、アルバム・タイトル曲や「神が味方」「ノース・カントリー・ブルース」「ハッティ・キャロルの寂しい死」など、プロテスト・ソングの代表作とされる曲が並び、この時期のディランのイメージを最もよく示す。一方、スーズ・ロトロとの関係が冷却化していた時期で「いつもの朝に」「スペイン革のブーツ」などにそれが反映しているという説もある。また、予言的な内容を持つ「船が入ってくるとき」や過去との決別を歌った「哀しい別れ」などは、その後のディランにつながる作品とされる。LP盤裏ジャケットには「11のあらましな墓碑銘」(11 Outlined Epitaphs)という長編の自由詩が掲載されており、裏ジャケットに掲載しきれない部分はインナースリーヴに封入された。

## 収録曲
全曲、作詞・作曲: ボブ・ディラン

### Side 1
1. 時代は変る - The Times They Are a-Changin' - 3:15
2. ホリス・ブラウンのバラッド - Ballad of Hollis Brown - 5:06
3. 神が味方 - With God On Our Side - 7:08
4. いつもの朝に - One Too Many Mornings - 2:41
5. ノース・カントリー・ブルース - North Country Blues - 4:35

### Side 2
1. しがない歩兵 - Only a Pawn in Their Game - 3:33
2. スペイン革のブーツ - Boots of Spanish Leather - 4:40
3. 船が入ってくるとき - When the Ship Comes In - 3:18
4. ハッティ・キャロルの寂しい死 - The Lonesome Death of Hattie Carroll - 5:48
5. 哀しい別れ - Restless Farewell - 5:32

## パーソネル
- ボブ・ディラン - ボーカル、ギター、ハーモニカ
- トム・ウィルソン（Tom Wilson） - プロデューサー
- バリー・フェインステイン - ジャケット写真

## レコーディングとアウトテイク
レコーディングは1963年8月6日から10月31日にかけてニュー・ヨーク、コロムビア・レコーディング・スタジオで行われた。前『フリーホイーリン・ボブ・ディラン』（1963年）の途中からプロデュースを担当したトム・ウィルソンが、このアルバムでは全編をプロデュースしている。アウトテイクのいくつかは現在『バイオグラフ』（1985年）や『ブートレッグ・シリーズ第1〜3集』（1991年）などでリリースされている。
1963年8月6日録音
- ノース・カントリー・ブルース - North Country Blues
- セヴン・カーシズ - Seven Curses（『ブートレッグ・シリーズ第1〜3集』）、他

1963年8月7日録音
- ホリス・ブラウンのバラッド - Ballad of Hollis Brown
- 神が味方 - With God on Our Side
- しがない歩兵 - Only a Pawn in Their Game
- スペイン革のブーツ - Boots of Spanish Leather

1963年8月12日録音
- パス・オブ・ビクトリー - Paths of Victory（『ブートレッグ・シリーズ第1〜3集』）
- ムーンシャイナー - Moonshine Blues（『ブートレッグ・シリーズ第1〜3集』）
- オンリー・ア・ホーボー - Only a Hobo（『ブートレッグ・シリーズ第1〜3集』）

1963年10月23日録音
- ハッティ・キャロルの寂しい死 - The Lonesome Death of Hattie Carroll
- 船が入ってくるとき - When the Ship Comes In
- パーシーズ・ソング - Percy's Song（『バイオグラフ』）
- 時代は変る - The Times They Are a-Changin'（『ラヴ・アンド・セフト』（2001年）初回盤ボーナス・ディスク）
オルタネイト・バージョン

1963年10月24日録音
- 時代は変る - The Times They Are a-Changin'
- いつもの朝に - One Too Many Mornings
- レイ・ダウン・ユア・ウィアリー・チューン - Lay Down Your Weary Tune（『バイオグラフ』）
- エターナル・サークル - Eternal Circle（『ブートレッグ・シリーズ第1〜3集』）
- スージー（ザ・コフ・ソング） - Suze (The Cough Song)（『ブートレッグ・シリーズ第1〜3集』）

1963年10月31日録音
- 哀しい別れ - Restless Farewell

## 楽曲
「ノース・カントリー・ブルース」で、ディランは女性の視線からの物語を書いた。描かれた風景は、ディランの故郷であるミネソタ州ヒビングを思い起こさせると言われている。
「しがない歩兵」は、メドガー・エヴァーズ（Medgar Evers）のことを歌った曲。1963年7月6日、グリーンウッド選挙人登録集会での最初期の演奏が、映画『ドント・ルック・バック』に収録されている。
「船が入ってくるとき」は、ベルトルト・ブレヒトとクルト・ヴァイルによる『三文オペラ』の「ジェニーの夢」 - Jenny's Song にインスピレーションを得ていると言われ比較されている。
「神が味方」は、ドミニック・ビーハン（Dominic Behan）の「パトリオット・ゲーム」- The Patriot Game、「ホリス・ブラウンのバラッド」は「プリティ・ポリー」- Pretty Polly をベースにしているとも指摘されている。

## 反響・評価
1963年10月26日、カーネギー・ホールでの初のワンマン・コンサートが開かれ、ディランはこのアルバムのレコーディング曲も演奏している（『Live at Carnegie Hall 1963』（2005年）、『ノー・ディレクション・ホーム：ザ・サウンドトラック』（2005年）収録）。
アルバムは1964年1月にリリースされた。『ライフ』誌4月10日号はディランの特集に5ページを割いていた。「ここ20年で最も重要なフォーク・ソング・ライター」であると紹介し、「時代は変る」の歌詞やアルバムにも掲載された自由詩「11のあらましな墓碑銘」 - 11 Outlined Epitaphs の一部が抜粋された。アルバムは4月18日付『ビルボード』誌「トップ LP's」チャートで最高20位、全英アルバム・チャートで4位を記録した。アメリカ・レコード協会 RIAA により1994年11月14日にゴールド・ディスクに認定されている。
日本のミュージシャンに与えた影響を示す話として有名なものに、中川五郎が「ノース・カントリー・ブルース」の替え歌として「受験生ブルース」を作り、高石ともやが新たに曲を付けてヒットしたというエピソードがある。吉田拓郎は「ハッティ・キャロルの寂しい死」のメロディに自作の歌詞をつけて「準ちゃんが与えた今日の吉田拓郎への多大なる影響」という歌を作っている。北山修作詞「涙は明日に」も「ハッティ・キャロルの寂しい死」の「泣くのは今じゃない」というフレーズを引用している。また、太田裕美が歌ってヒットした「木綿のハンカチーフ」の歌詞は「スペイン革のブーツ」を下敷きとして書かれたことを作詞者の松本隆も認めている。

## チャート
| 年     | チャート                      | 最高順位 |
| ------ | ----------------------------- | -------- |
| 1964年 | ビルボード・トップ LP's 150   | 20       |
| 1965年 | 全英アルバム・チャート Top 75 | 4        |

## リリース
アメリカ
| 日付                        | レーベル | フォーマット | カタログ番号 | 付記     |
| --------------------------- | -------- | ------------ | ------------ | -------- |
| 1964年1月13日 1964年2月10日 | Columbia | LP           | CL 2105      | モノラル |
| 1964年1月13日 1964年2月10日 | Columbia | LP           | CS 8905      | ステレオ |
|                             | Columbia | CD           | CK           |          |

日本
日本では1966年にジャケットと曲順が異なる『ボブ・ディラン第4集』（CBS／日本コロムビア）としてリリースされた。1968年にオリジナルのジャケット、曲順でCBSソニーよりリリースされた。2005年、再発CDがオリコン・チャートで最高185位を記録した。
| 日付           | レーベル            | フォーマット | カタログ番号 | 付記                                                 |
| -------------- | ------------------- | ------------ | ------------ | ---------------------------------------------------- |
| 1966年         | CBS／日本コロムビア | LP           | YS-641-C     | 『ボブ・ディラン第4集』                              |
| 1968年         | CBSソニー           | LP           | SONP-50249   |                                                      |
| 1974年         | CBSソニー           | LP           | SOPL-222     |                                                      |
| 1976年         | CBSソニー           | LP           | 25AP 270     |                                                      |
| 1988年11月21日 | CBSソニー           | CD           | 25DP 5283    |                                                      |
| 1993年9月22日  | ソニー              | CD           | SRCS 6333    | NICE PRICE LINE                                      |
| 1997年2月1日   | ソニー              | CD           | SRCS 9241    | SUPER NICE PRICE 1600                                |
| 2005年9月21日  | ソニー              | CD           | MHCP-836     | 2005年デジタル・リマスター、紙ジャケ、完全生産限定盤 |
| 2006年12月20日 | ソニー              | CD           | MHCP-1214    | 2005年デジタル・リマスター、NICE PRICE               |
| 2009年8月26日  | ソニー              | Blu-spec CD  | SICP-20215   |                                                      |